# World Energy Council
Der World Energy Council (WEC, deutsch: Weltenergierat) ist eine weltweite Organisation mit Mitgliedsausschüssen in über 90 Ländern.
Seine Mitglieder sind hauptsächlich große Energieproduzenten und -händler, hinzu kommen einige Regierungsorgane, Forschungs- und Energieverbraucherorganisationen. Der WEC bietet seinen Mitgliedern verschiedene Dienstleistungen, darunter Forschung, Analysen und Strategieempfehlungen zu Energieträgern wie Kohle, Erdöl, Gas und erneuerbaren Energien.
Sitz ist London.
Die Idee zur Gründung ging in den 1920er Jahren von Daniel Nicol Dunlop aus, der Energieexperten aus aller Welt zusammenbringen wollte, um aktuelle und zukünftige Energiefragen zu erörtern. Zu diesem Zweck organisierte Dunlop im Jahre 1923 nationale Ausschüsse, die 1924 in der ersten World Power Conference (WPC) (Weltkraftkonferenz) mündeten. In London trafen sich 1700 Experten aus 40 Ländern, um über Energiefragen zu diskutieren. Die Sitzung war so erfolgreich, dass sich die Anwesenden am 11. Juli 1924 darauf einigten, die Konferenz als permanente Organisation zu etablieren. Als Name wurde World Power Conference gewählt und Dunlop zum ersten Vorsitzenden ernannt. 1968 wurde der Name in World Energy Conference und 1992 zur heutigen Form in World Energy Council geändert.

## Konferenzen

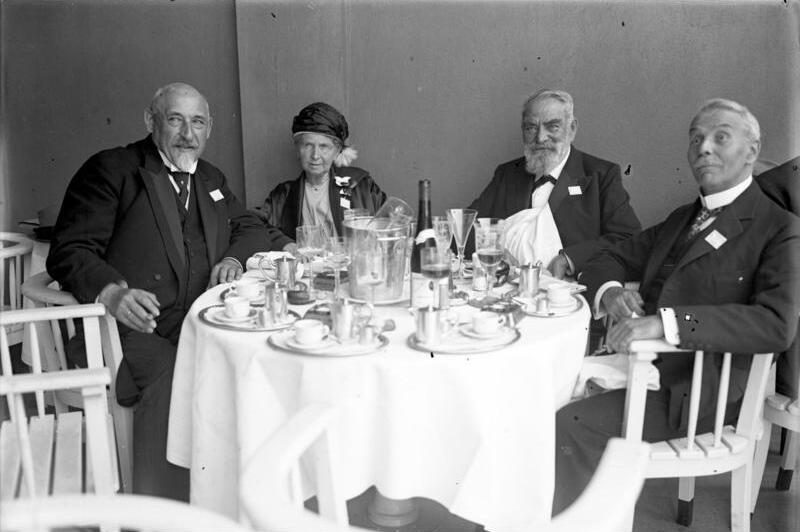
Präsidium der Zweiten Weltkraftkonferenz in Berlin, 1930 (von rechts nach links): Edouard Tissot, Oskar von Miller und seine Frau, Carl Köttgen

1. London, 1924
2. Berlin, 1930
3. Washington, 1936
4. London, 1950
5. Wien, 1956
6. Melbourne, 1962
7. Moskau, 1968
8. Bukarest, 1971
9. Detroit, 1974
10. Istanbul, 1977
11. München, 1980
12. Neu-Delhi, 1983
13. Cannes, 1986
14. Montreal, 1989
15. Madrid, 1992
16. Tokyo, 1995
17. Houston, 1998
18. Buenos Aires, 2001
19. Sydney, 2004
20. Rom, 2007
21. Montreal, 2010
22. Daegu, 2013
23. Istanbul, 2016
24. Abu Dhabi, 2019
25. Rotterdam, 2024
26. Riad, 2026[1]

## Generalsekretäre
- 1924–1928: Daniel Nicol Dunlop
- 1928–1966: Charles Gray
- 1966–1986: Eric Ruttley
- 1986–1998: Ian Lindsay
- 1998–2008: Gerald Doucet
- 2008–2009: Kieran O’Brian (acting)
- 2009–2019: Christoph Frei
- seit 2019: Angela Wilkinson[2]

## Vorsitzende des Exekutivrates
- 1977–1979 Heinrich Mandel